# 瑞格格
瑞格格，出身不詳，清朝順治帝之格格級庶妃。

## 生平
目前並不清楚瑞格格是在何時被順治帝收為後宮主位，僅知她的初始位份應即為格格級，因為順治朝的福晉級嬪御多為蒙古王公之女，而小福晉級嬪御多為八旗出身，並且曾經為順治帝生育子女。康熙十年七月，宮廷對後宮主位的宮分進行更定，並未提及瑞格格。她應在康熙十年或之前去世，後葬於孝東陵。